# L'Alfàs del Pi
L'Alfàs del Pi, en valencien et officiellement, (Alfaz del Pi en castillan), est une commune d'Espagne de la province d'Alicante dans la Communauté valencienne. La commune jouxte la ville de Benidorm et est située à 50 km au Nord-Est d'Alicante. Elle compte plus de 20 000 habitants dont plus de 50 % sont de nationalité étrangère. Elle est située dans la comarque de la Marina Baixa et dans la zone à prédominance linguistique valencienne.

## Géographie

Localisation de L'Alfàs del Pi
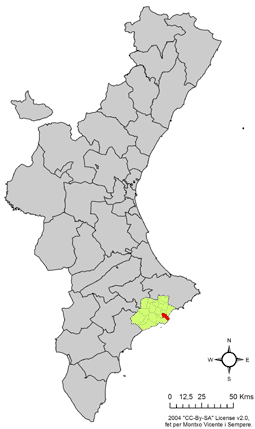
dans la Communauté valencienne.
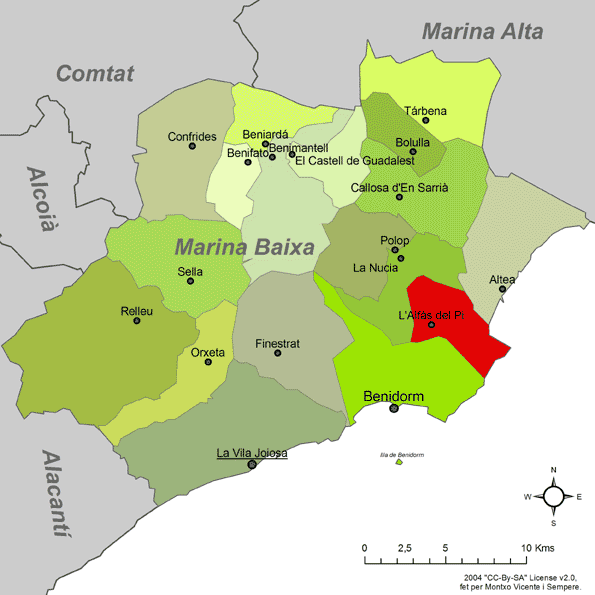
dans la comarque de la Marina Baixa.

## Jumelages
Lescar (France) depuis 1985

### Sources
- (es) Varaciones de los municipios de España desde 1842, Ministerio de administraciones públicas, octobre 2008, 364 p. (lire en ligne) [PDF]